# Ernst Jakob Henne
Ernst Jakob Henne, nemški dirkač, * 22. februar 1904, Weiler, Wangen im Allgäu Nemčija, † 2005, Gran Canaria, Kanarski otoki.
Henne je leta 1923 kariero začel kot motociklistični dirkač. Leta 1925 je nastopil na dirki za Veliko nagrado Monze v razredu do 350 cm³, svoji prvi mednarodni dirki, na kateri je osvojil šesto mesto. V naslednjih sezonah se je uveljavil kot eden najboljših nemških motociklističnih dirkačev. Leta 1926 je osvojil naslov nemškega prvaka v razredu do 500 cm³, leta 1927 do 750 cm³, leta 1928 pa je zmagal na dirki Targa Florio. Med letoma 1927 in 1937 je postavil šestindesemdeset kopenskih hitrostnih rekordov, zadnjega 28. novembra 1928  s hitrostjo 279.5 km/h na 500 cm³ motorju BMW. Rekord ni bil premagan celih štirinajst let. V začetku tridesetih je podpisal pogodbo z moštvom Daimler-Benz AG kot testni in kasneje rezervni dirkač. Na dirkah je prvič dobil priložnost v sezoni 1934, ko je na dirki Coppa Acerbo dosegel šesto mesto, na dirki za Veliko nagrado Italije je odstopil, na dirki za Veliko nagrado Masaryka pa je bil ponovno šesti, skupaj s Hannsom Geierjem. Leta 1937 je zmagal na dirki športnih dirkalnikov Grand Prix des Frontiéres z BMWjem, kmalu za tem se je upokojil kot dirkač. Umrl je leta 2005 v visoki starosti na Kanarskih otokih.